# Skørping KulturStation
Skørping KulturStation er et kulturhus på Sverriggårdsvej i Skørping, beliggende overfor Skørping Station . Centeret ligger i byens gamle kro. KulturStation blev indrettet i 1997, efter at Skørping Kro lukkede.
I KulturStationen ligger blandt andet Skørping Bibliotek, Rebild Kulturskole, Skørping Musikstation, Turistbureau, Lokalhistorisk Arkiv og mødelokaler. KulturStationen driver også en Legeplads, skaterbane og en petanquebane. Alt sammen er beliggende bagved KulturStation. I centerets østlige del er der en glasarkadeforbindelse, der forbinder Kinorevuen med KulturStationen. Kinorevuen der er byens biograf.

## Lokalhistorisk Arkiv
Dækker alle sognene i den tidligere Skørping Kommune. I arkivet findes der blandt andet kirkebøger helt frem til 1892 og folketællinger fra 1787-1921.

## Ekstern henvisning
- Skørping KulturStations website Arkiveret 16. januar 2014 hos  Wayback Machine